# Simulium nudipes
Simulium nudipes är en tvåvingeart som beskrevs av Takaoka 2003. Simulium nudipes ingår i släktet Simulium och familjen knott. Inga underarter finns listade i Catalogue of Life.